# Verstoting
Verstoting vindt plaats wanneer een individu opzettelijk wordt uitgesloten van een sociale relatie of sociale interactie. Dit omvat interpersoonlijke afwijzing (of afwijzing door leeftijdsgenoten), romantische afwijzing en familiale vervreemding. Een persoon kan worden afgewezen door individuen of een hele groep mensen. Afwijzing kan actief plaatsvinden, door pesten, plagen of belachelijk maken, of passief, door een persoon te negeren of tegenover diegene te blijven zwijgen (de "stille behandeling"). De ervaring afgewezen te worden is subjectief en kan worden ervaren wanneer er geen afwijzing aanwezig is.
Voor sociale uitsluiting wordt vaak het woord ostracisme gebruikt; in het oude Griekenland was ostracisme het proces waarbij iemand middels een stemming in tijdelijke verbanning werd gestuurd.
Hoewel mensen sociale wezens zijn is een zekere mate van afwijzing een onvermijdelijk onderdeel van het leven. Desalniettemin kan afwijzing een probleem worden wanneer deze langdurig of consistent is, wanneer de relatie belangrijk is of wanneer het individu zeer gevoelig is voor afwijzing. Afwijzing door een hele groep mensen kan vooral negatieve effecten hebben, vooral als het leidt tot sociaal isolement.
De ervaring van afwijzing kan leiden tot een aantal nadelige psychologische gevolgen, zoals eenzaamheid, een laag zelfbeeld, agressie en depressie. Het kan ook leiden tot gevoelens van onzekerheid en een verhoogde gevoeligheid voor toekomstige afwijzing.